# Catherine L. Woodward
Catherine L. Woodward (n. 1975 ) es una botánica estadounidense .
Obtuvo su B.Sc en Psicología, en la Universidad de Wisconsin-Madison, 1986-1990. Y recibió su Ph.D. en botánica, de la Universidad de Wisconsin-Madison, en 2005, realizando estudios sobre flujos génicos y reproducción en árboles tropicales en Costa Rica. Y su M.Sc. en Botánica, en la University of Florida-Gainesville, defendiendo su tesis: efecto de la compactación del suelo y remoción de capas densas sobre la física y química del suelo, y sobre la emergencia de plantas, conduciendo ensayos a campo en la provincia de Napo, Ecuador.

## Docencia
- Asociada, Universidad de Wisconsin, Madison, 2004 – presente.

## Algunas publicaciones[1]
- Woodward, CL, PE Berry, H Maas-van de Kamer. 2006. Tiputinia foetida, a new mycoheterotrophic genus of Burmanniaceae (subfamily Thismioideae) from Amazonian Ecuador, and a likely case of deceit pollination. Taxon, 56(1)
- Herre, EA, SA Van Bael, Z Maynard, N Robbins, J Bischoff, AE Arnold, E Rojas, LC Mejia, RA Cordero, CL Woodward, DA Kyllo. 2005. Tropical plants as chimera: some implications of foliar endophytic fungi for the study of host plant defense, physiology, and genetics. En: Burslem, DFRP, MA Pinard & SE Hartley. (eds). Biotic Interactions in the Tropics. Cambridge University Press.
- Woodward, CL. 1994. “El efecto de remocíon del topsoil y compactacíon del subsuelo sobre el crecimiento de plántulas de tres especies tropicales”. Presentación invitada al Simposio Científico del Componente de Investigación y Monitoreo del Proyecto Subir. CARE/INEFAN/USAID, Quito

- La abreviatura «C.L.Woodw.» se emplea para indicar a Catherine L. Woodward como autoridad en la descripción y clasificación científica de los vegetales.[2]